# Miesięcznik

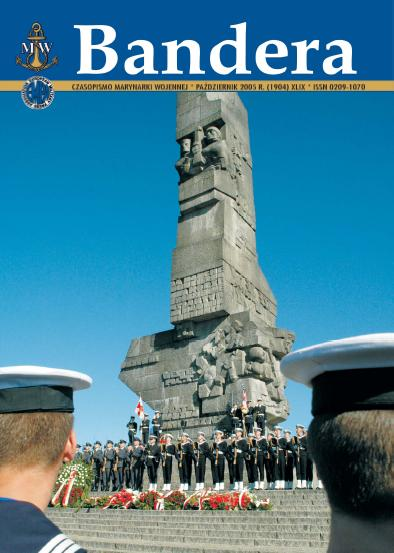
Okładka miesięcznika Bandera

Miesięcznik – czasopismo ukazujące się regularnie raz w miesiącu. Miesięczniki są wydawane dla zdefiniowanej grupy czytelników, na przykład osób zainteresowanych tematyką polityczną, społeczną, regionalną, informatyczną, sportową, branżową. Niektóre miesięczniki wydawane są w formie poradników (z przepisami kulinarnymi, radami na temat pielęgnacji ogrodu i tym podobnymi).
Nazwa miesięcznik utworzona na wzór dziennika pojawiła się w tytułach czasopism na początku XIX w. („Miesięcznik Warszawski” 1818), obok znanego już dawniej (i występującego w ciągu XIX wieku) określenia powstałego pod wpływem niemieckim – pismo miesięczne. W przeciwieństwie do dziennika i tygodnika nazwa ta jest rzadsza jako część składowa tytułu.
Najstarszym amerykańskim miesięcznikiem, wydawanym od 1845 roku bez przerwy do dziś, jest popularnonaukowy „Scientific American”.

## Miesięczniki w Polsce
Pod względem sprzedaży za rok 2013 w Polsce w pierwszej dziesiątce najlepiej sprzedających się miesięczników znalazło się sześć tytułów poradnikowych dla kobiet, trzy poradniki kulinarne, jedno pismo z kategorii luksusowych oraz czasopismo „Top Gear”.
Polska ustawa Prawo prasowe nie zawiera wprost definicji legalnej miesięcznika.